# Marta Foučková
Marta Foučková (* 14. září 1937) je česká psycholožka, bývalá vysokoškolská pedagožka, regresní terapeutka, spisovatelka duchovní literatury a autorka dvou knih. Český klub skeptiků Sisyfos jí v roce 2001 udělil Zlatý Bludný balvan za propagování zákona reinkarnace.

## Životopis

### Dětství
Dětství prožila se svými rodiči na venkově na samotě Doly poblíž Divišova. Byla vychovávána v katolické víře. Rodiče byli velice tolerantní.

### Vzdělání
Navštěvovala obecnou a měšťanskou školu v Divišově. Poté studovala na gymnáziu a v roce 1958 odmaturovala. Po gymnáziu se hlásila na Pedagogickou fakultu do Českých Budějovic, ale podle jejího tvrzení nebyla přijata z politických důvodů, i když výsledek její přijímací zkoušky byl prý ohodnocen na výbornou. Na přihlášce prý (podle jejího tvrzení) bylo razítko "TAJNÉ, NEPŘIJÍMAT" od ředitele školy. Následně pracovala jako učitelka. Později byla přijata na Filozofickou fakultu obor psychologie a pedagogika, kde v roce 1965 promovala. Ve své diplomové práci, kterou napsala pod vedením docentky Jiřiny Taxové, se zaměřila na zkoumání dětí v jeslích, v dětském domově a domácí péči. Krátce nato obhájila malý doktorát na FFUK.

### Kariéra
Po promoci nastoupila do Dětského domova třídícího (dnes Diagnostický ústav).
Krátce přednášela pedagogiku a psychologii na ČVUT a VŠCHT v Praze. Působila externě také v kontroverzní Psychoenergetické laboratoři profesora Dr. Františka Kahudy. V 70. a 80. letech 20. století působila krátce na katedře Pedagogiky a psychologie ve VUIS ČVUT Praha.
Za komunistického režimu začala pracovat s metodou tzv. „hlubinné terapie“, v tomto pojetí šlo o kontroverzní terapii pomocí návratů do minulých životů. Její název si nechala v roce 1994 registrovat jako ochrannou známku průmyslového vlastnictví pod názvem „Hlubinná terapie – reinkarnační regrese“. Platnost ochranné známky již vypršela.

### Rodinný život
Ve 2. ročníku na vysoké škole potkala svého budoucího manžela. Vzali se, v roce 1964 se narodila dcera Romana a v roce 1967 syn Daniel Dedera. Ten napsal knihu Dech života (2003) a Ostrovy magie (2016).

### Kritika
V roce 2001 obdržela Zlatý Bludný balvan v kategorii jednotlivců Českého klubu skeptiků Sisyfos za „Příkladnou útěchu lidem v neštěstí. Těm tyto odbornice na psychiku (Foučková spolu s Marií Říhovou) říkaly: Čím větší neštěstí vás potkalo, tím větší jste byl zrůda v minulém životě.“

## Publikace
- Jsem (1996)
- Já jsem (1997)